# Château L'Armont
Le Château L’Armont est un grand cru de Saint-émilion, situé sur le versant sud du coteau de Saint-Émilion.

## Château L'Armont (vin)

### Histoire
Château L'Armont est né en 2002 lorsque Roger et Jean-Philippe Caille se portent acquéreurs du domaine de Château l’Arrosée, Grand Cru Classé de Saint-Émilion. Ils choisissent alors de reprendre une petite parcelle voisine pour y cultiver ses vignes. Sous l'impulsion de Jean-Philippe Caille, Château L'Armont a été le premier vin Saint-Émilion Grand Cru à être vendu en direct du producteur via internet.

### Caractéristiques

#### Région et terroir
Château L’Armont est situé sur le versant sud du coteau de Saint-Émilion, en pied de côte. Les vignes de 3,80 hectares, classées Grand Cru, reposent sur un sol sablo-limoneux au sous-sol argileux.

#### Deux cépages pour un Saint-Émilion
75 % de merlot sont assemblés avec 25 % de cabernet franc. L’encépagement de Château L’Armont est très caractéristique de l’appellation et exprime la quintessence du terroir : le fruité charnu du Merlot vient se marier au fumé du Cabernet plus structuré.
Les vignes de 40 ans d’âge sont cultivées selon les méthodes de culture raisonnée, les rendements restent limités de 35 à 40 hl/ha (15 000 bouteilles sont produites par an). L’objectif étant d’atteindre le meilleur de la maturité, une rigoureuse sélection parcellaire est réalisée au moment de la vinification.